# Jacopo Torriti

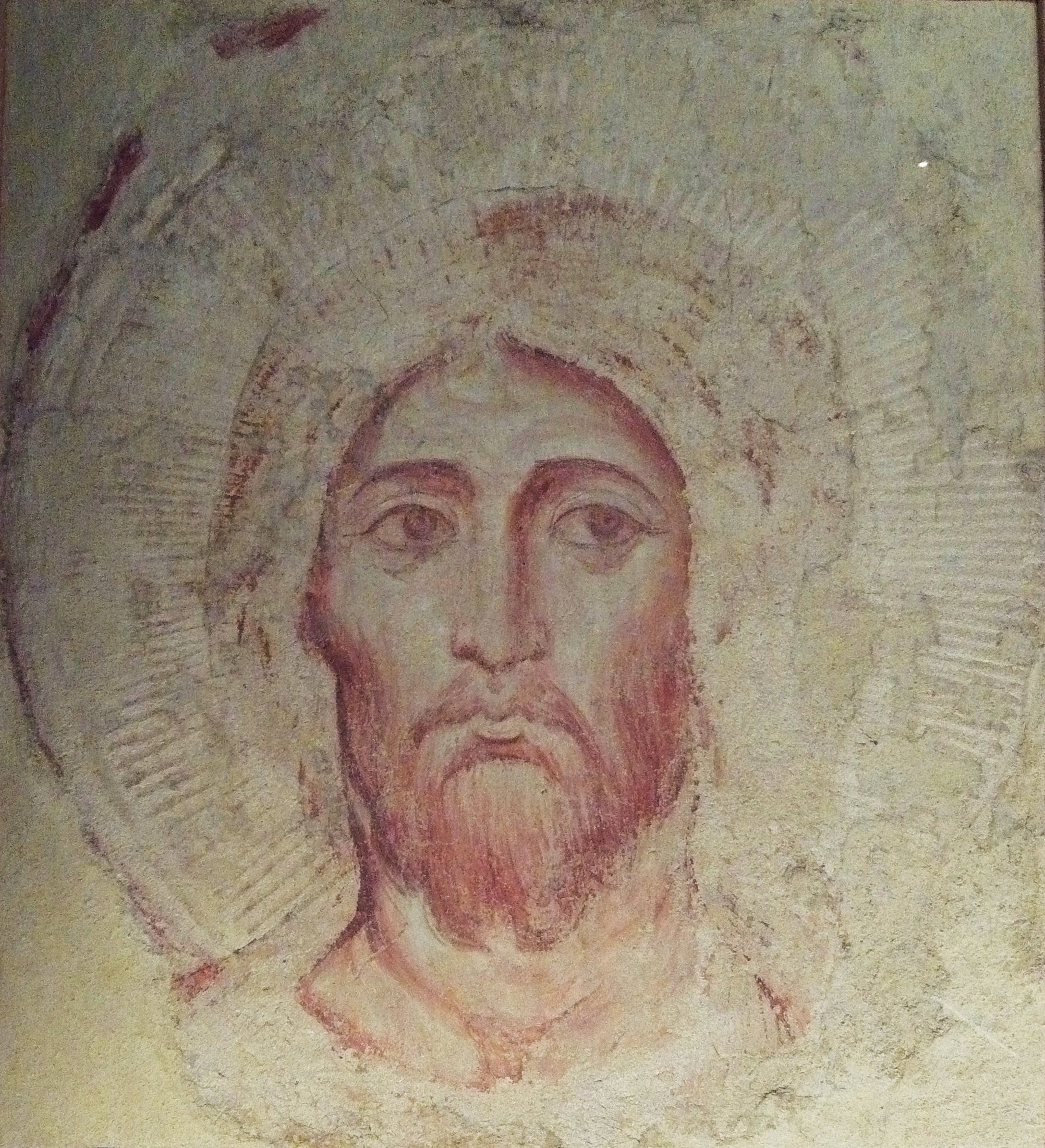
Il Volto del Creatore, sinopia dalla Creazione di Adamo. Assisi, Basilica superiore di San Francesco

Jacopo Torriti (metà del XIII secolo – inizio del XIV secolo) è stato un pittore e mosaicista italiano appartenente alla cosiddetta Scuola romana di pittura.
(Alessandro Tomei, 2009)

## Biografia
Molto poco si conosce della sua biografia: dal suo autoritratto nel mosaico lateranense si desume che fu un frate francescano; probabilmente nacque a Torrita di Siena, ammesso che sia stato correttamente interpretato il suo nome come derivato dalla forma Iacobus a Torrita.
Torriti si formò artisticamente a Roma, in stretto contatto con Pietro Cavallini, del quale fu forse un allievo oppure un antagonista: ci ha lasciato molte opere, soprattutto nelle chiese romane, che danno l'idea di un grande maestro che precorse la pittura gotica toscana. Torriti aveva comunque avuto dei contatti con Cimabue (che nel 1272 si trovava a Roma), e partecipò alla decorazione della Basilica superiore di San Francesco accanto al maestro toscano.
Morì all'inizio del Trecento.

## Catalogo

### Assisi
Il suo esordio artistico fu probabilmente ad Assisi, nella Basilica superiore, dove dipinse alcune scene della fascia più alta con Storie dell'Antico Testamento e Storie di Cristo, in collaborazione con Filippo Rusuti. Affrescò da un lato nella prima campata (quella più vicina all'altare) la Creazione di Adamo (di cui ci resta anche una sinopia con un solenne Volto del Creatore) e la Costruzione dell'arca; nella seconda la Creazione di Eva e il Peccato originale, il Sacrificio di Isacco e Abramo e gli angeli. Nel lato opposto l'Annunciazione e le Nozze di Cana. In queste opere lo stile "romano" mostra un retaggio più marcato verso modelli classici e paleocristiani, con figure solenni, auliche, dal gusto molto raffinato.
Nella Volta dei Santi Torriti inserì il motivo tradizionale degli angeli che sostengono clipei con figure della Vergine, del Redentore, di san Giovanni Battista e di san Francesco. Queste influenze vennero rielaborate dagli autori successivi, sommate anche alle influenze gotiche del Maestro Oltremontano, anche attivo ad Assisi.

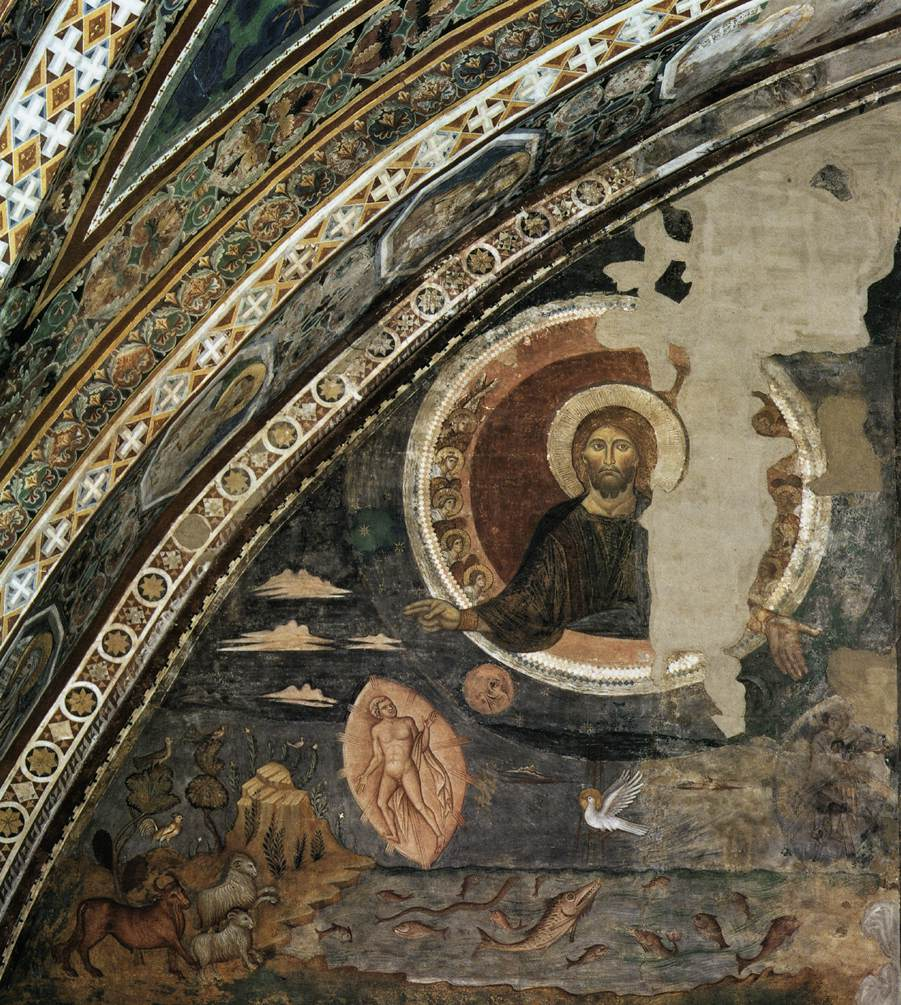
La Creazione del mondo
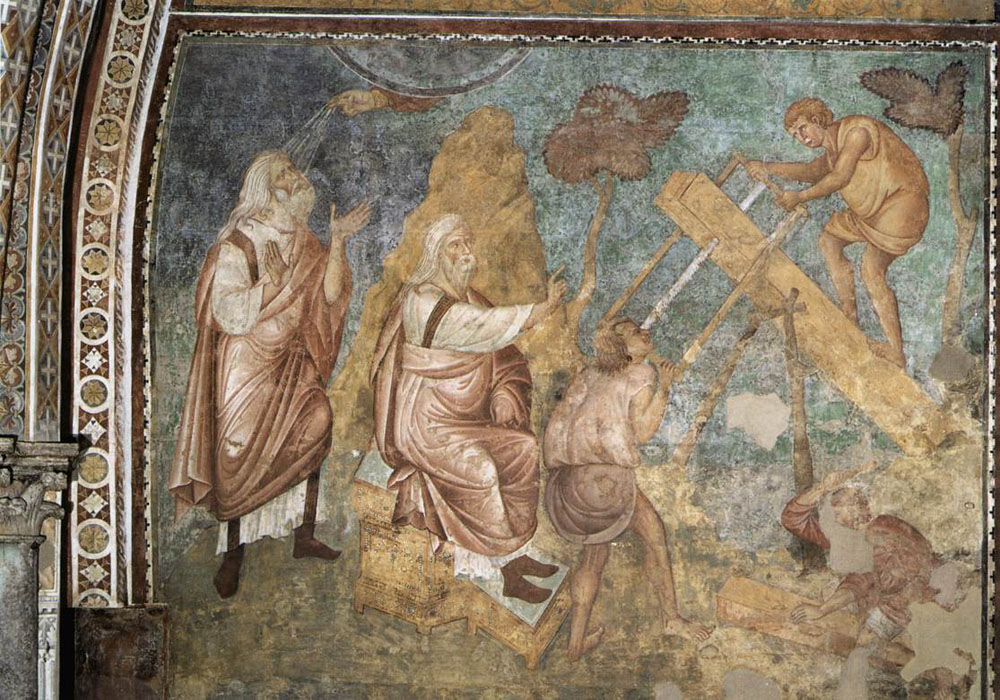
La costruzione dell'arca
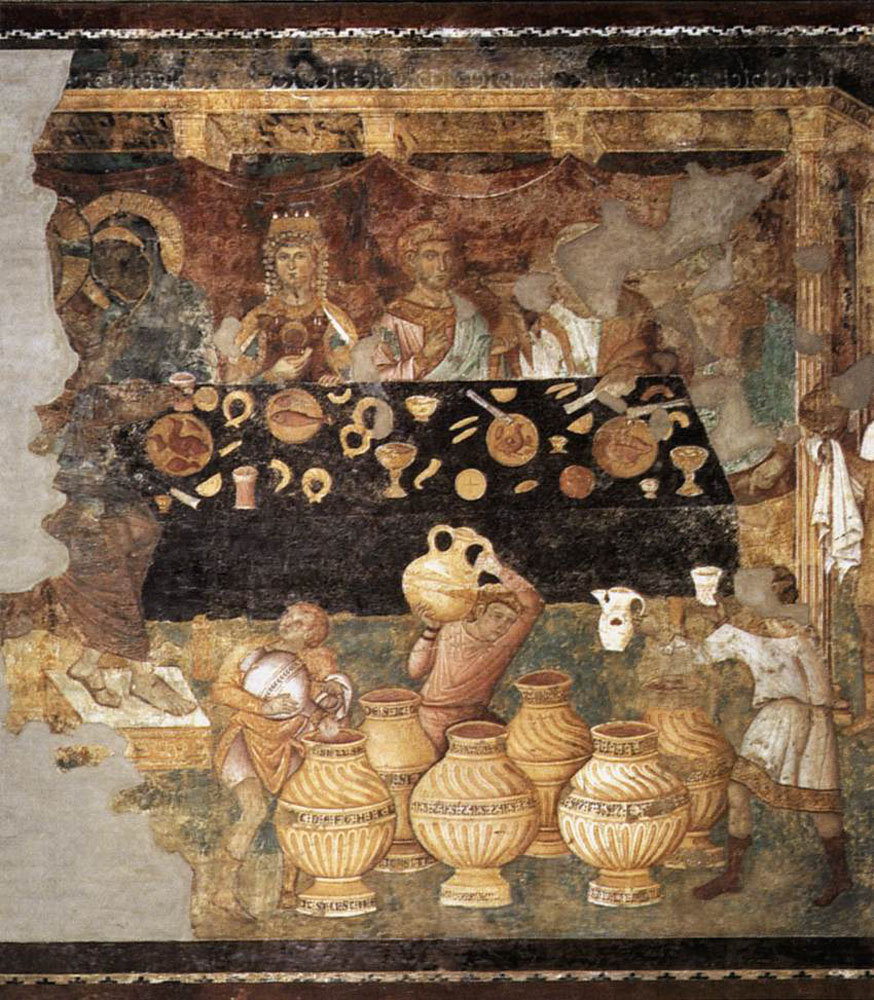
Le Nozze di Cana
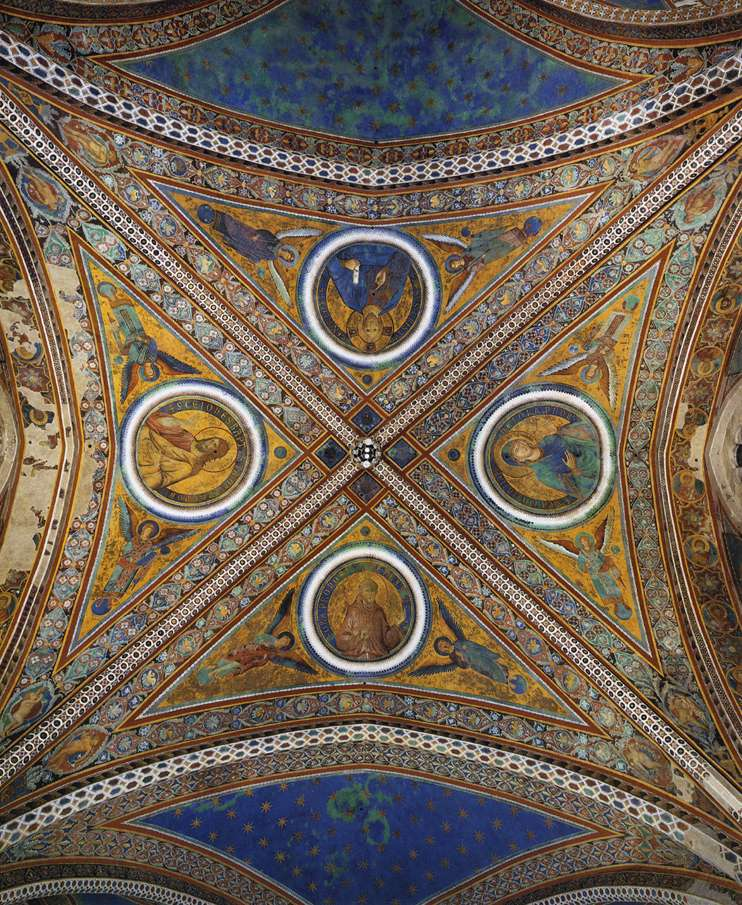
Deesis nella volta

### San Giovanni in Laterano

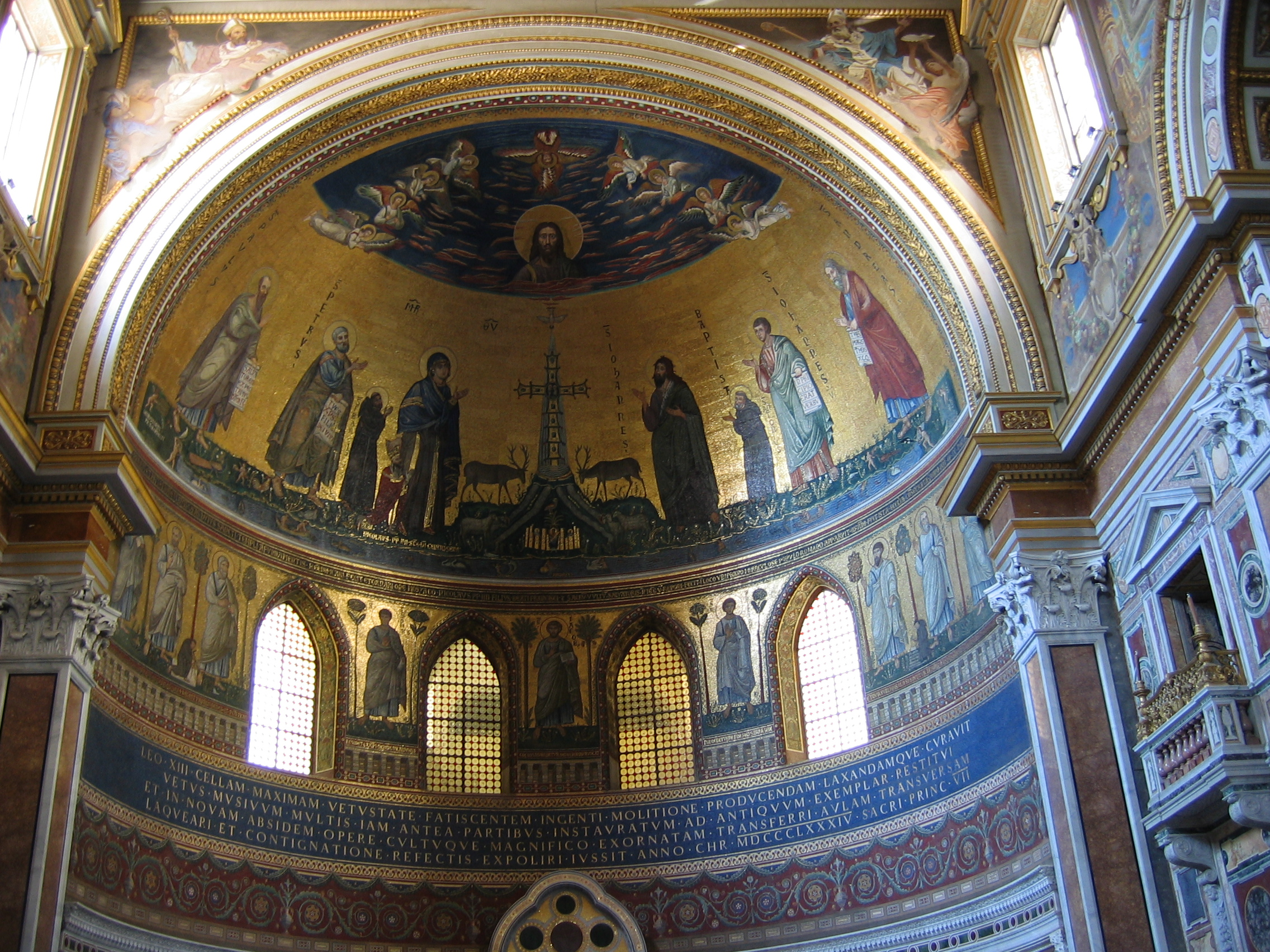
Mosaico dell'Abside di San Giovanni in Laterano

La sua prima opera certa risale al 1291 quando, per volere di Papa Niccolò IV, decorò a mosaico l'abside di San Giovanni in Laterano raffigurante la Croce mistica tra la Vergine il Battista e santi. In questa opera, oggi in gran parte snaturata a causa di successivi interventi per la ricollocazione del mosaico nella nuova conca absidale (1878), l'iconografia della composizione è ancora fortemente legata all'arte paleocristiana, forse perché ispirata ad una precedente decorazione musiva. Notevole la presenza nel registro inferiore (tra le figure di Apostoli e Martiri) di un autoritratto dell'artista (a pendant il suo collaboratore Jacopo da Camerino) e la firma IACOBUS TORRITI PICT(OR) H(OC) OP(US) FEC(IT) / ANNO D(OMI)NI M CC NONAGES(IMO) II.

### Santa Maria Maggiore

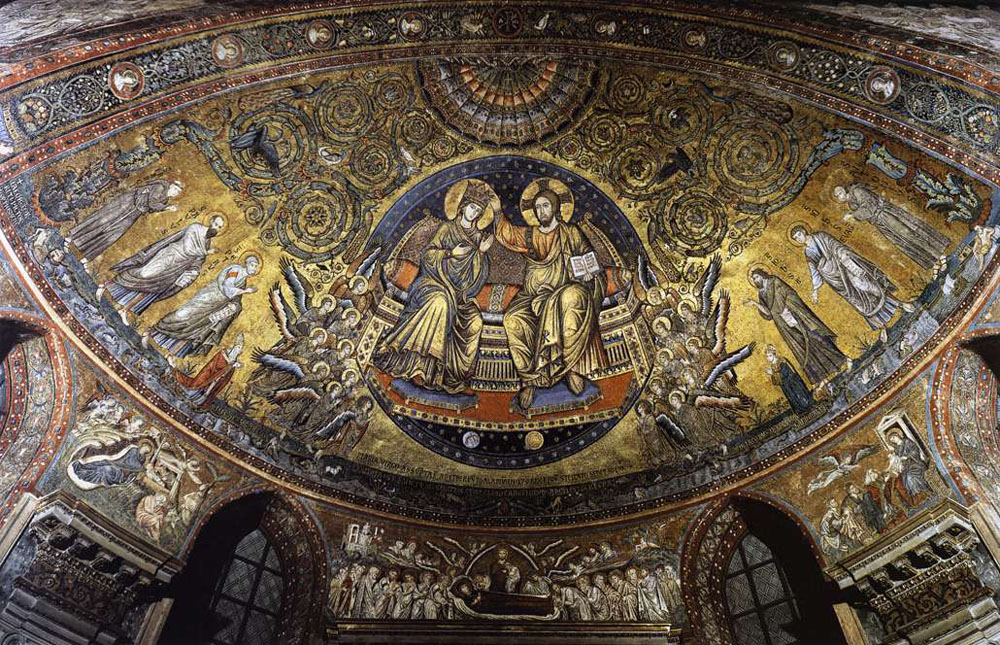
Santa Maria Maggiore, Abside

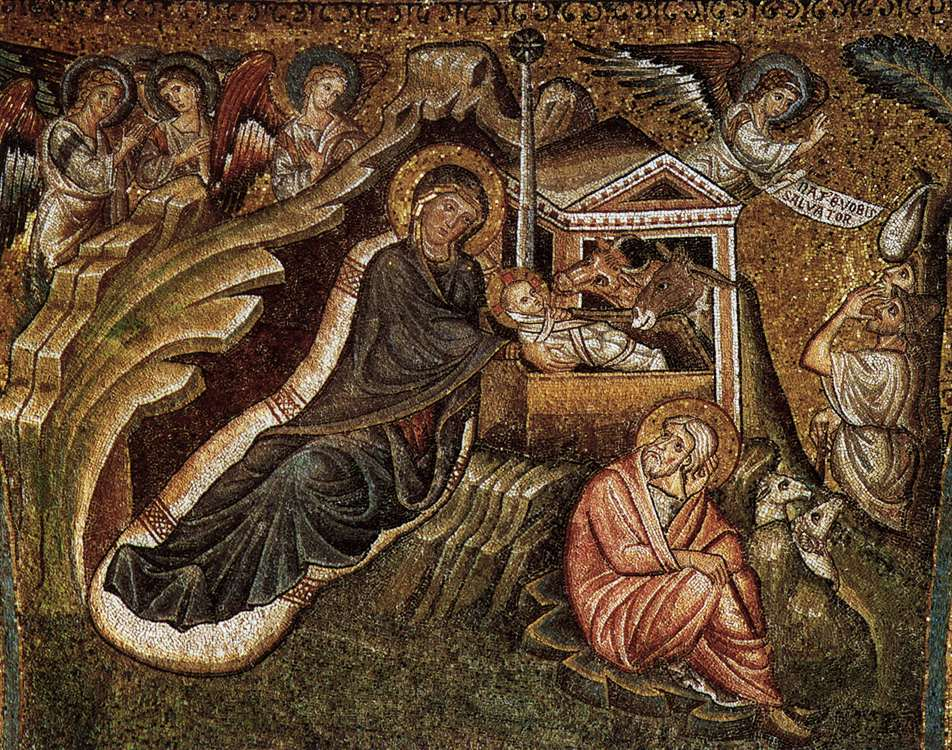
Natività

Successivamente, per l'abside della chiesa di Santa Maria Maggiore, preparò i cartoni per i mosaici dell'Incoronazione della Vergine e le Storie di Maria (1295-1296), firmati e datati JACOB(US) TORRITI PICTOR H(OC) OPUS MOSIAC(UM) FEC(IT) / (ANNO DOMINI MCCL)XX(XXVI).
La committenza anche in questo caso era papale (Niccolò IV) e la realizzazione fu seguita, dopo la morte del papa francescano, dai cardinali Giacomo e Pietro Colonna.
Qui Torriti dimostrò una capacità particolare nel distinguersi dall'arte bizantina, senza tuttavia distaccarsi completamente dalla sua struttura iconografica: basti confrontare i panneggi e i volti ieratici dei personaggi; ma Jacopo Torriti si distinse immettendo notazioni "naturalistiche" che interrompono e ben si integrano negli sfondi dorati di questi suoi mosaici, forse con una qualche influenza della cultura tardoantica. Il sedile, in particolare, e i poggiapiedi sono disposti tridimensionalmente nello spazio e riescono a creare un'illusione di profondità, non confermata poi dalle sfumature poco incisive delle figure sacre. Di grande interesse sono anche gli sfondi architettonici, come nella Dormitio Virginis, che superano anche gli stessi soggetti cimabueschi e si avvicinano invece al giottismo del secolo successivo.
Rispetto all'analogo, e forse di poco precedente, ciclo musivo del Cavallini a Santa Maria in Trastevere, qui il Torriti impagina le storie secondo un nuovo ordine, collocando al centro - e quindi visivamente in diretto rapporto con lIncoronazione della calotta - la scena drammatica della Dormitio Virginis. 
- nella conca absidale:
  - Incoronazione della Vergine, con angeli adoranti e i santi Pietro, Paolo, Francesco e il papa Niccolo IV a sinistra; Giovanni Battista, Giovanni Evangelista, Antonio e il donatore il cardinale Colonna, a destra.
- nella fascia sottostante scene della Vita di Maria Vergine:
  - Annunciazione
  - Natività
  - Dormitio Virginis
  - Adorazione dei Magi
  - Presentazione al Tempio

### Altre opere a Roma

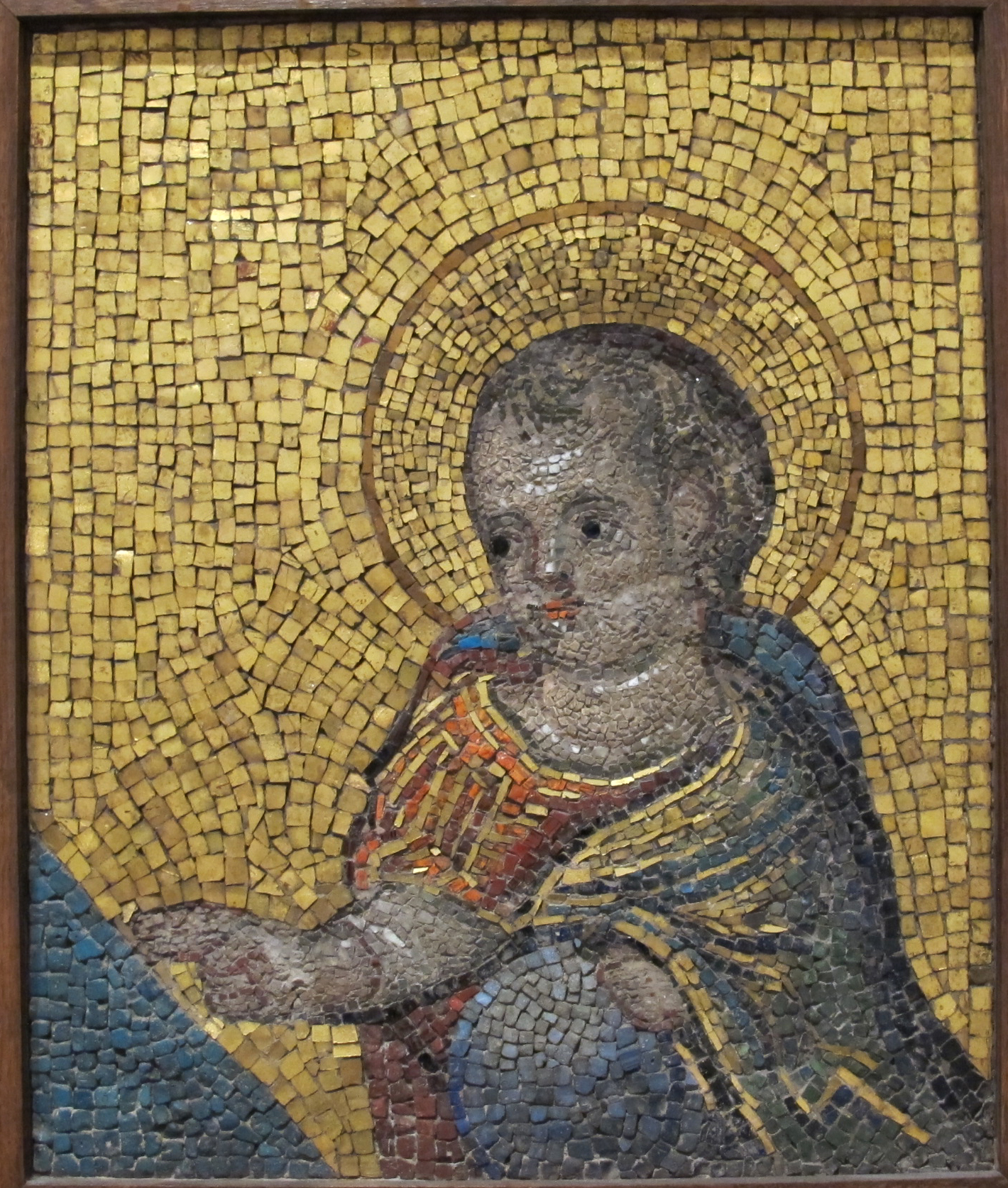
Gesù Bambino, mosaico dal monumento sepolcrale di papa Bonifacio VIII

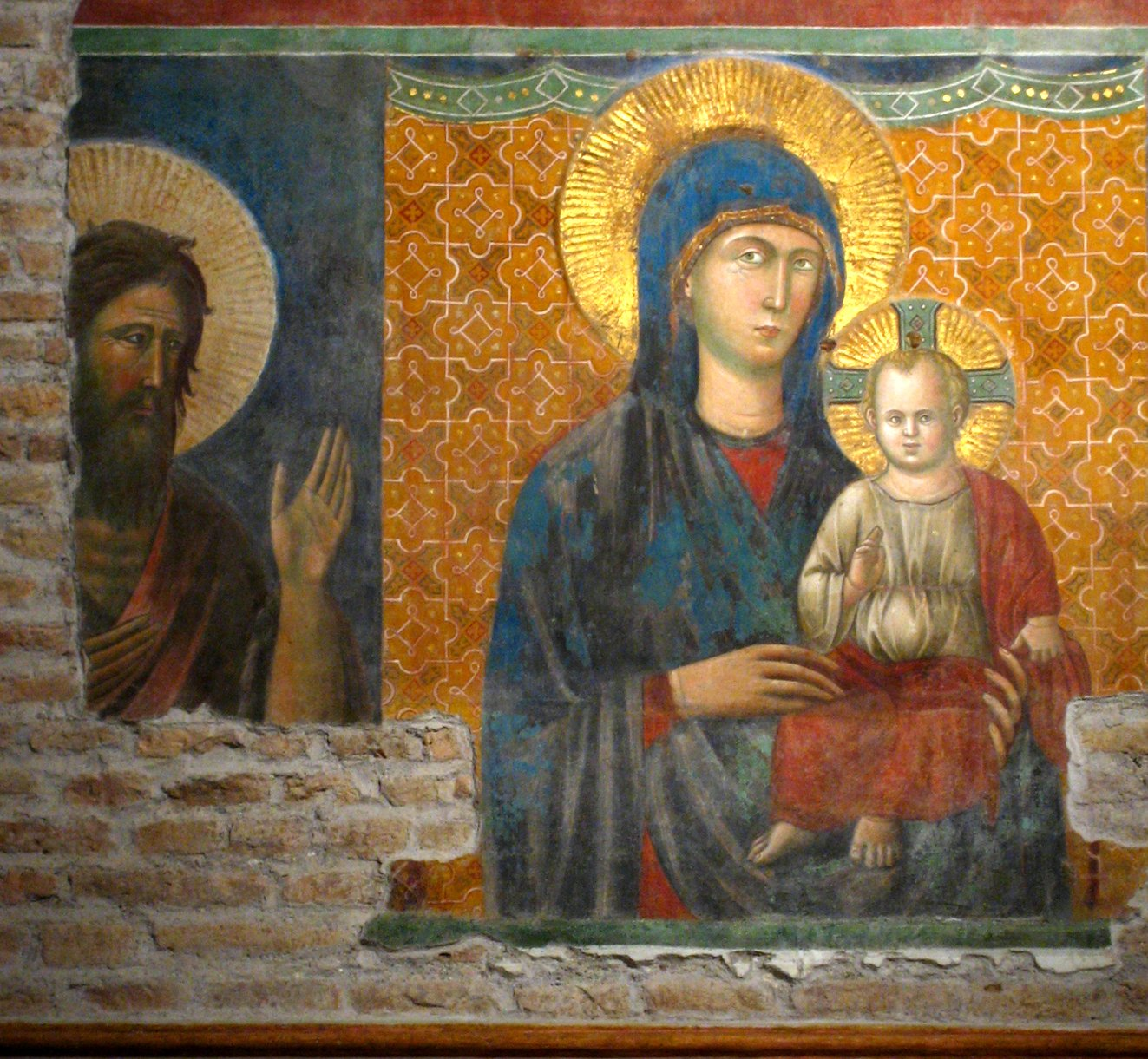
Madonna con bambino e santi, Santa Maria in Aracoeli

Nel 1300 papa Bonifacio VIII gli commissionò la lunetta a mosaico del proprio sepolcro monumentale progettato da Arnolfo di Cambio, opera perduta che noi conosciamo solo grazie a disegni e copie.
Recenti ritrovamenti o restauri di affreschi e cicli affrescati a Roma hanno allargato il panorama artistico nel quale operò Jacopo Torriti. Gli è stato infatti attribuito l'affresco con Vergine in trono fra santi e donatore recentemente scoperto nella Cappella di Santa Rosa da Viterbo nella Basilica di Santa Maria in Aracoeli, molto vicino però ai modi del Cavallini e della sua scuola; è stato fatto il suo nome in occasione della riproposizione dopo i restauri degli affreschi con Scene di martìri di santi del Sancta Sanctorum; infine si è pensato ad un suo intervento diretto anche nel ciclo di affreschi con Allegorie dei Vizi e delle Virtù, Mesi, e altre scene ritrovati nella cosiddetta Aula gotica della Basilica dei Santi Quattro Coronati.

### Altro
Una santa Lucia attribuita a Jacopo Torriti si trova al Museo di Grenoble in Francia: si tratta di un'opera votiva ordinata da Angela Cerroni, la quale è rappresentata nell'angolo inferiore sinistro della tavola.